# Заболотье (муниципальный округ Егорьевск)
Заболо́тье — деревня в муниципальном округе Егорьевск Московской области России.

## География
Деревня Заболотье расположена в северо-западной части муниципального округа Егорьевск, примыкает с северо-востока к городу Егорьевск. Высота над уровнем моря 139 метров.

## Название
Название связано с местоположением деревни — «за болотом».

## История
До отмены крепостного права в России жители деревни относились к разряду государственных крестьян.
После 1861 года деревня вошла в состав Нечаевской волости Егорьевского уезда. Приход находился в городе Егорьевске.
В 1926 году деревня входила в Заболотьевский сельсовет Егорьевской волости Егорьевского уезда.
До 1994 года Заболотье входило в состав Селиваниховского сельсовета Егорьевского района, а в 1994—2006 годы — Селиваниховского сельского округа.
До 2015 года входила в состав городского поселения Егорьевск.
В 2015 году вошла в состав городского округа Егорьевск, образованного в том же году путем упразднения Егорьевского района и объединения всех его поселений в единый городской округ.

## Демография
В 1885 году в деревне проживало 291 человек, в 1905 году — 340 человек (171 мужчина, 169 женщин). По переписи 2002 года — 133 человека (60 мужчин, 73 женщины). Население — 180 человек (2010).
| 1859 | 1868 | 1885 | 1905 | 1926 | 2002 | 2006 |
| ---- | ---- | ---- | ---- | ---- | ---- | ---- |
| 204  | ↗208 | ↗291 | ↗340 | ↗458 | ↘133 | ↗166 |
| 2010 |      |      |      |      |      |      |
| ↗180 |      |      |      |      |      |      |